# Strękowo Nieczykowskie
Strękowo Nieczykowskie – wieś w Polsce położona w województwie mazowieckim, w powiecie ostrowskim, w gminie Nur. Miejscowość wchodzi w skład sołectwa Strękowo.
W latach 1975–1998 miejscowość administracyjnie należała do województwa łomżyńskiego.

## Historia
Przez kilka wieków obok Strękowa funkcjonował folwark. W roku 1888 mierzył 564 morgów powierzchni, z czego grunty orne zajmowały 300 morgów, łąki – 64, pastwiska – 29, las – 134, nieużytki 37 morgów.
Na początku XX w. folwark został rozparcelowany. Na jego miejscu powstała osada Strękowo Nieczykowskie, którą wyszczególniają mapy z lat trzydziestych XX wieku. Miejscowość liczyła wtedy 13 domów.